# NGC 2460
NGC 2460 is een spiraalvormig sterrenstelsel in het sterrenbeeld Giraffe. Het hemelobject werd op 11 augustus 1882 ontdekt door de Duitse astronoom Ernst Wilhelm Leberecht Tempel.

## Synoniemen
- UGC 4097
- MCG 10-12-21
- ZWG 287.10
- IRAS 07525+6028
- PGC 22270